# シルバー (バンド)
シルヴァー（Silver）は、アメリカ合衆国のウエスト・コースト系バンドで、イーグルス初期のメンバー、バーニー・レドンの実弟、トム・レドンが参加していたことでも知られている。

## バイオグラフィ

### バンド結成まで
シルヴァーが結成されたのは49年前の1976年で、エリック・アンダーセン（Eric Andersen）のアルバム『スウィート・サプライズ』のレコーディングで、そこに参加していたジョン・バドーフとブレント・ミッドランドが出会ったことが結成の切っ掛けとなっている。そして同じセッションに参加していたグレッグ・コリアー、ナッシュビルのセッション・ミュージシャンをやっていたハリー・スティンソン、そして高校時代からトム・ペティと一緒にバンド活動をしていたトム・レドンが加わり、シルヴァーというバンドになった。
ジョン・バドーフは1970年代初頭から「バドーフ&ロドニー（Batdorf & Rodney）」というユニットで活動していて、アリスタ・レコードから『オフ・ザ・シェルフ』(1971年)、『バドーフ&ロドニー』(1972年)、『カリフォルニアの恋人 (Life is You)』(1975年)という3枚のアルバムをリリースしているアーティストであり、1975年には「You Are a Song」「Somewhere in the Night」の2曲がチャート・インしたこともあるユニットだった。

### シングル「恋のバンシャガラン」
シルヴァー結成後のシングル「恋のバンシャガラン」（Wham Bam (Shang-A-Lang)）がアメリカでスマッシュ・ヒットを記録し、1976年秋のビルボード・ホット 100では16位まで上昇して一躍注目されるようになった。

### 1枚限りのアルバム
シングルのヒットを受けて、1976年にはアルバム『シルヴァー・ファースト』がリリースされたが、間もなくしてバンドは解散し、バンドとしての「シルヴァー」とアルバムとしての『シルヴァー・ファースト』は短命に終わった。
後にアルバム『シルヴァー・ファースト』はCDとして1991年にはArista Japan、1995年にはBMGビクター、2000年にはMagic、2006年にはBMGから再発されている。なおアルバム・プロデュースを担当しているトム・セラーズ（Tom Sellers）はバドーフ&ロドニーのアルバム『カリフォルニアの恋人』やシルヴァー結成の切っ掛けにもなっているエリック・アンダーセンのアルバム『スウィート・サプライズ』でもプロデュースを行っていた。

### 解散後のメンバー動向
ジョン・バドーフは1980年代になるとスタッフ・ソングライティング（楽曲提供者）として、アメリカ、イングランド・ダン、ザ・カレー・シスターズ、キム・カーンズなどへ曲を書き、他にもスタジオ・シンガーとして100曲以上のジングル、映画音楽、テレビ・ショーなどに参加し、バッキング・ボーカルとしてはロッド・スチュワート、モトリー・クルー、デイヴ・メイソン、エリック・アンダーソン、ジェファーソン・スターシップ、ベルリン、ドナ・サマー、ボーイ・ミーツ・ガール、デイヴィッド・リー・ロスなど様々なアーティスト作品に参加している。
1990年代にはレコードやCMのプロデューサーとしての活動も行うようになり、後にジェイムス・リー・スタンレイ（James Lee Stanley）と共に『All Wood And Stones』というアルバムをリリースし、20年前の2005年にはソロとして『Side One』という5曲入りのEP（ミニ・アルバム）をリリースしている。ハリー・スティンソンはアル・スチュワートのバック・バンド「Shot in the Dark」へ参加している。ブレント・ミッドランドはグレイトフル・デッドへ参加し、45年前の1980年発売のアルバム『Go to Heaven』からクレジットされている。
35年前の1990年7月26日、ブレントは38歳の時に永眠。アルバム・プロデューサーのトム・セラーズが37年前の1988年3月9日、39歳の時に永眠している。トム・レドンは2023年3月22日に永眠。

## メンバー
- ジョン・バドーフ (John Batdorf) - ボーカル、ギター
- ブレント・ミッドランド (Brent Mydland) - ボーカル、キーボード
- グレッグ・コリアー (Greg Collier) ボーカル、ギター
- トム・レドン (Tom Leadon) - ボーカル、ベース
- ハリー・スティンソン (Harry Stinson) - ボーカル、ドラム

## ディスコグラフィ

### スタジオ・アルバム
- 『シルヴァー・ファースト』  Silver (1976年、Arista)

### シングル
- 「恋のバンシャガラン」 - "Wham Bam (Shang-A-Lang)" / "Right on Time" (1976年)
- "Memory" / "So Much for the Past" (1976年)
- "Musician (It's Not an Easy Life)" (1977年)